# Gennaro Giuffrè
Gennaro Giuffrè (Gallico, 1913 – Brihuega, 18 marzo 1937) è stato un militare italiano, decorato di medaglia d'oro al valor militare alla memoria nel corso della guerra di Spagna.

## Biografia
Nacque a Gallico, provincia di Reggio Calabria, nel 1913, figlio di Giuseppe e di Rosa Romano. 
Mentre frequentava come studente da terza classe magistrale inferiore, dal giugno 1935 venne ammesso a frequentare la Scuola allievi sottufficiali del Regio Esercito di Caserta. Al termine del corso, nell'aprile 1936, con la promozione a sergente fu destinato al 30º Reggimento fanteria "Pisa". Il 2 gennaio 1937, come volontario in servizio isolato, partì per combattere nella guerra di Spagna sbarcando a Cadice, dove venne assegnato alla 4ª Compagnia mitraglieri del 535º Battaglione "Tempesta" della Divisione "Frecce Nere". Per essersi distinto a Sierra Pelada fu decorato con la croce di guerra al valor militare. Cadde in combattimento a Brihuega il 18 marzo 1937, e fu poi insignito della medaglia d'oro al valor militare alla memoria.